# Postzegels van Azerbeidzjan
De postzegels van Azerbeidzjan verschijnen sinds 1919 en, met een onderbreking tijdens de Sovjetperiode, opnieuw sinds 1992. Het verhaal van de postzegels van Azerbeidzjan is sterk gelijkend met dat van de postzegels van Armenië en Georgië, twee andere voormalige Sovjetstaten. Het postbedrijf van Azerbeidzjan is Azərpoçt. De postzegels worden gedrukt door Azermarka.

## Geschiedenis

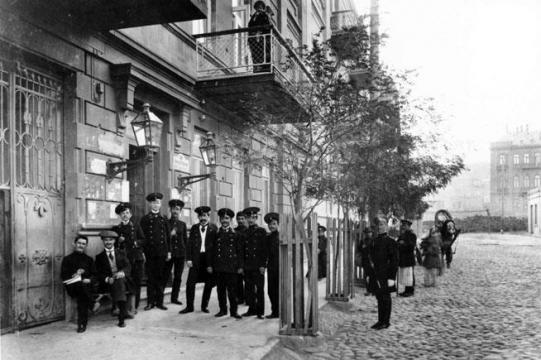
Postbodes in Bakoe (1914).

### Onder invloed van tsaristisch Rusland

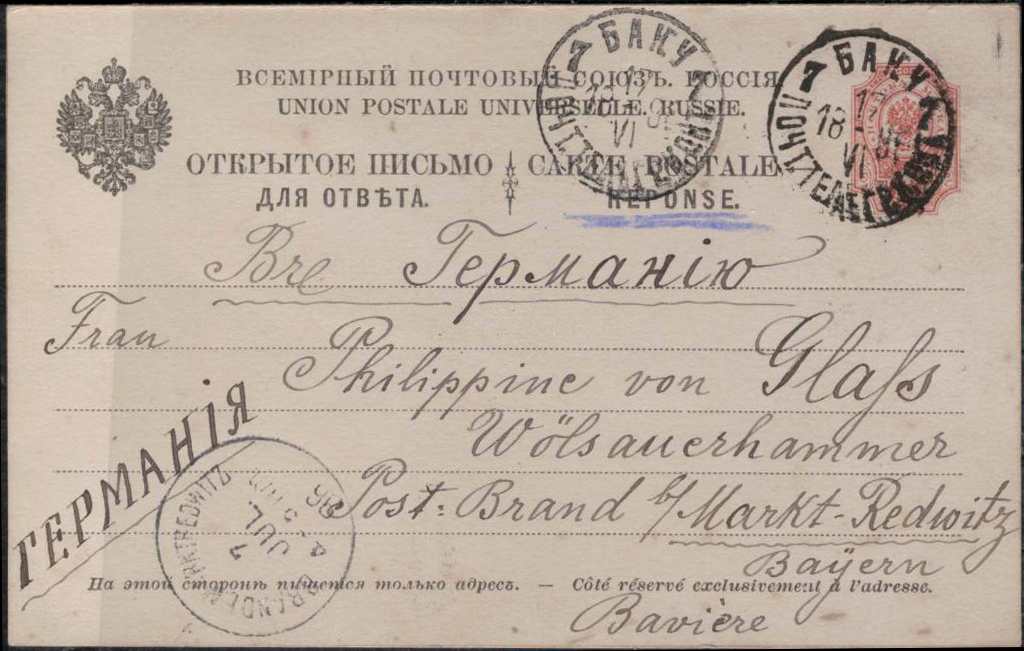
Een briefkaart van Azerbeidzjan naar Duitsland tijdens tsaristisch Rusland (1896).

De eerste Azerbeidzjaanse postdiensten ontwikkelden zich in de vroege 19e eeuw, toen het gebied onderdeel werd van het Keizerrijk Rusland. Het eerste postkantoor werd er geopend in 1818 in Jelisavetpol, het hedendaagse Gandja. Later volgden kantoren in Quba, Sjoesja, Shamakhi, Lankaran, Noecha (nu Sjaki) en Salyan. Postzegels en poststempels werden vanaf 1858 gebruikt. Dit waren puntstempels die later opgevolgd werden door datumstempels.

### Democratische Republiek Azerbeidzjan (1918-1920)

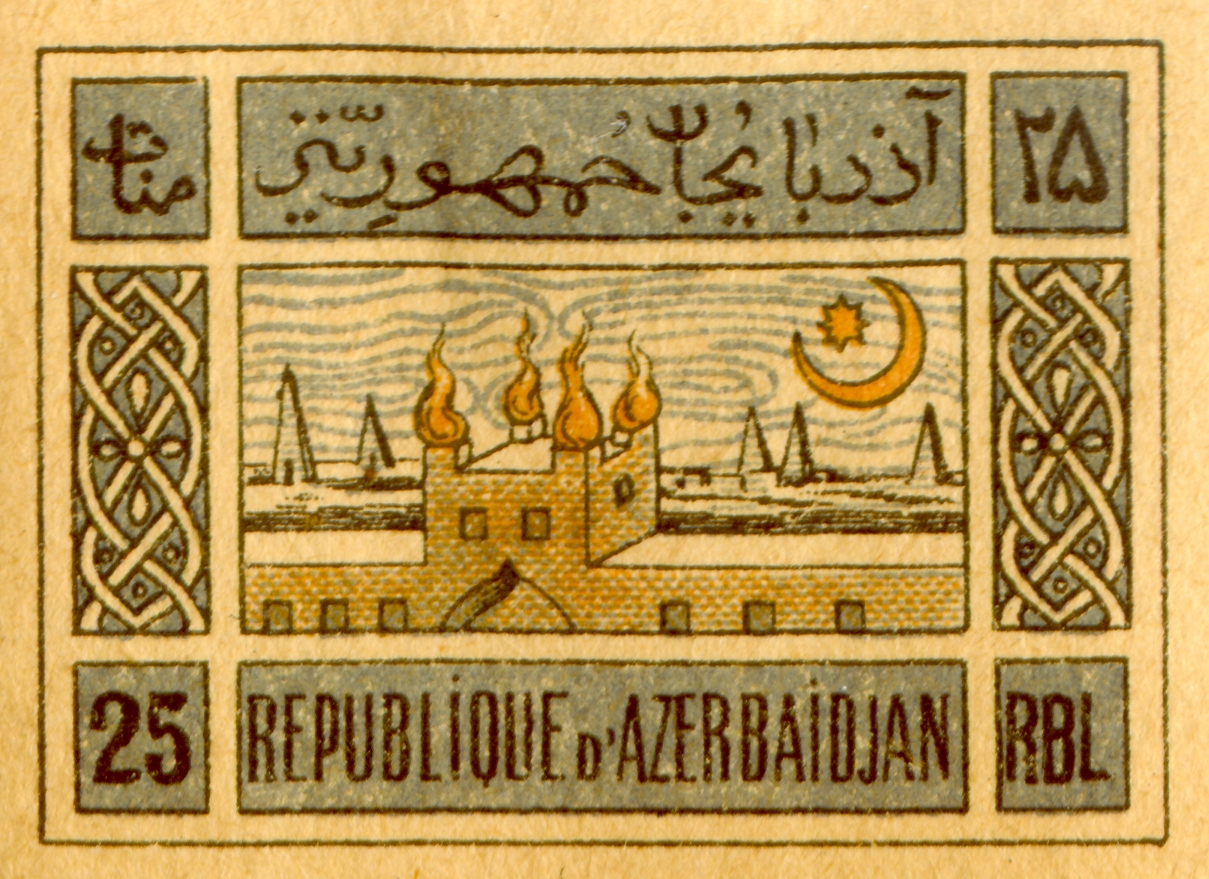
Postzegel van de Democratische Republiek Azerbeidzjan (1919).

De eerste postzegels van de Democratische Republiek Azerbeidzjan werden in 1919 uitgebracht. Het ging om een reeks van zegels met frankeerwaardes tot 50r. Er bestaan twee drukken van: één uit 1919 op wit papier met een witte gom en één uit 1920 op bruingeel papier met een gele of zelfs zonder gom. De eerste versie is eerder een zeldzaamheid en er bestaan dan ook veel valse exemplaren van.

### In de Sovjet-Unie
Op 27 april 1920 bezetten Sovjettroepen de Azerbeidzjaanse hoofdstad Bakoe. De Sovjets richtten de Azerbeidzjaanse Socialistische Sovjetrepubliek op, die in 1922 onderdeel werd van de Sovjet-Unie. De Azerbeidzjaanse SSR bracht in 1921 een postzegelreeks uit van 15 zegels met als onderwerp lokale en politieke taferelen, alsook oliebronnen en een moskee. Kort daarop bracht men liefdadigheidszegels uit ten voordele van de hongersnood in het land. Ook werden er in 1922 zegels uitgegeven met lokale overdrukken.
Net zoals bij de postzegels van Armenië gaf de Sovjet-Unie zelf ook postzegels uit met typisch Azerbeidzjaanse onderwerpen. Het ging om een 60-tal zegels, met als onderwerpen onder andere prominente personen, gebouwen, bloemen, dieren et cetera.
De Azerbeidzjaanse SSR was van 1922 tot 1936 deel van van de Transkaukasische Socialistische Federatieve Sovjetrepubliek (TSFSR). De Sovjet-autoriteiten vervingen de postzegels van Azerbeidzjan, alsook die van Armenië en Georgië, door eigen Sovjet-postzegels. In de beginperiode ging dat nog gepaard met een overdruk, maar dat viel al snel weg. Vanaf 1936 verschenen weer postzegels van de Azerbeidzjaanse SSR, die parallel geldig waren met de postzegels van de Sovjet-Unie. Dit duurde tot 1991.

### Onafhankelijk Azerbeidzjan
Op 18 oktober 1991 riep Azerbeidzjan de onafhankelijkheid uit. Vijf maanden later, op 26 maart 1992, verschenen de eerste postzegels van de nieuwe staat. Het opschrift dat de landsnaam aanduidt is sindsdien AZƏRBAYCAN. In hetzelfde jaar werd het nationale postbedrijf Azərpoçt opgericht. Ook de zegeldrukkerij Azermarka startte in 1992 met haar activiteiten. De eerste postzegels met een frankeerwaarde in de eigen nationale munteenheid, de Azerbeidzjaanse manat, werden in oktober 1992 in omloop gebracht. Voordien werd nog, zij het tijdelijk, de Sovjetroebel als munteenheid gebruikt om de frankeerwaarde uit te drukken. Op 1 april 1993 meldde Azerbeidzjan zich aan bij de Wereldpostunie. De eerste postzegel die personen afbeeldde, werd in datzelfde jaar uitgegeven. Het ging om een zegel met de afbeelding van president Hejdar Alijev. 

## Galerij

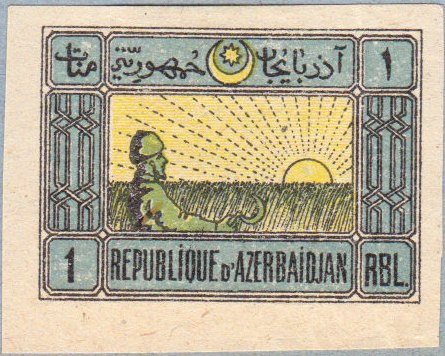
Democratische Republiek Azerbeidzjan, 1919.
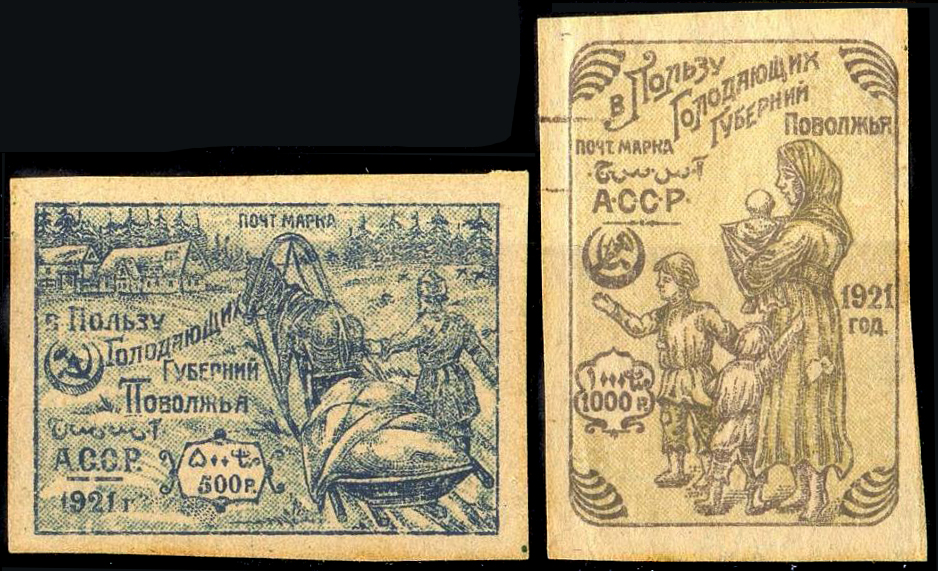
Azerbeidzjaanse Socialistische Sovjetrepubliek, 1921.
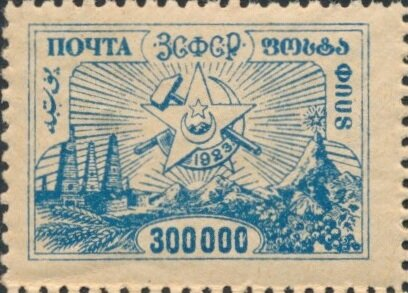
Transkaukasische Socialistische Federatieve Sovjetrepubliek, 1923.
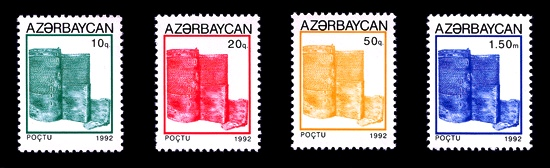
Post-Sovjettijdperk, 1992.
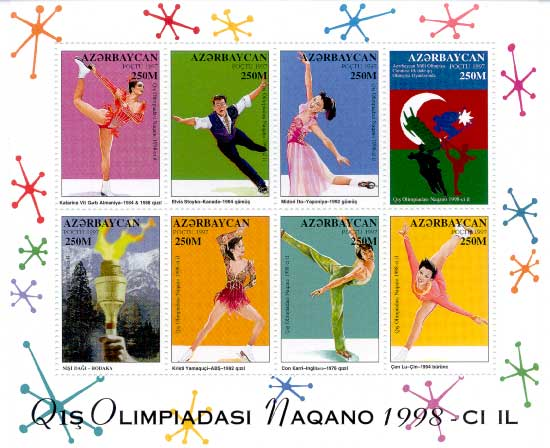
Postzegelblok over de Olympische Winterspelen van 1998 in Nagano, 1998.
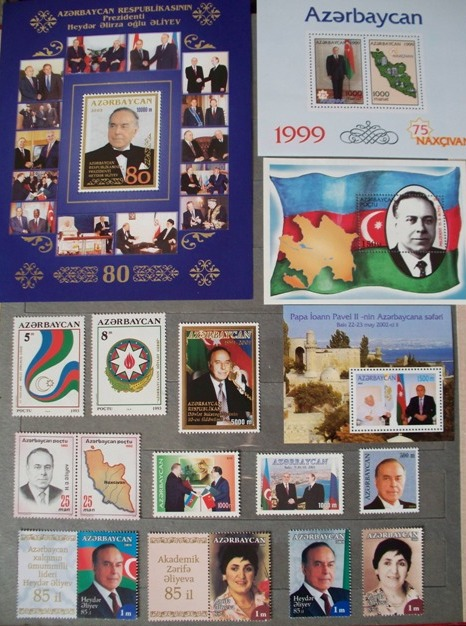
Zegels met prominente Azerbeidzjaanse figuren.
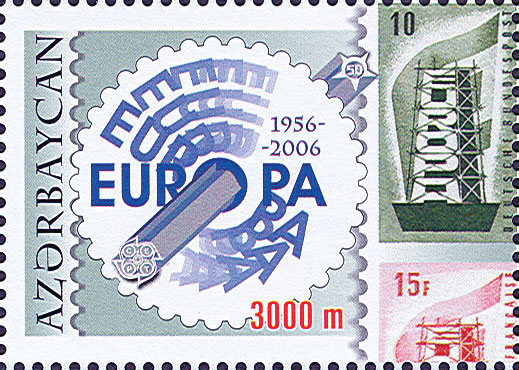
Europazegel uit 2006.

Portaal · Categorie